# Friends of Mine
Friends of Mine è il secondo album in studio del cantautore statunitense Adam Green, pubblicato nel 2003.

## Tracce
1. Bluebirds – 2:08
2. Hard to Be a Girl – 1:41
3. Jessica – 2:37
4. Musical Ladders – 2:20
5. The Prince's Bed – 2:29
6. Bunnyranch – 1:36
7. Friends of Mine – 2:49
8. Frozen in Time – 2:12
9. Broken Joystick – 1:24
10. I Wanna Die – 1:49
11. Salty Candy – 1:39
12. No Legs – 2:02
13. We're Not Supposed to Be Lovers – 3:08
14. Secret Tongues – 2:09
15. Bungee – 2:53